# عبد الله العمراني (لاعب كرة قدم)

عبدالله العمراني سنة 1970

عبد الله العمراني (مواليد 1946) هو لاعب كرة قدم. لعب مع منتخب المغرب لكرة القدم، كما سبق له أن لعب في كأس العالم لكرة القدم مع منتخب بلاده.

## روابط خارجية
- عبد الله العمراني على موقع الاتحاد الدولي (مؤرشف)  (الإنجليزية)
- عبد الله العمراني على موقع قاعدة بيانات كرة القدم.إي يو (الإنجليزية)
- عبد الله العمراني على موقع ناشيونال فوتبول تيمز (الإنجليزية)
- عبد الله العمراني على موقع عالم كرة القدم.نت (الإنجليزية)
- عبد الله العمراني على موقع أوليمبيديا (الإنجليزية)